# Застав'я (зупинний пункт)
Заста́в'я — пасажирська зупинна залізнична платформа Рівненської дирекції Львівської залізниці.
Розташована в селі Звиняче Горохівський район, Волинської області на лінії Львів — Ківерці між станціями Горохів (6 км) та Звиняче (7 км).
Станом на грудень 2016 р. на платформі зупиняються приміські поїзди.